# Samsung Galaxy Mega
Samsung Galaxy Mega — фаблет компании Samsung на базе операционной системы Google Android версии Android 4.2, производится компанией с 2013 года. Телефон имеет экран в двух вариациях: размером 6,3 и 5,8 дюйма. Камера имеет разрешение 8.0 мегапикселей.

## Характеристики
- Операционная система: Android 4.2, интерфейс Nature UX (доступно обновление до Android 4.4 KitKat)
- Сеть: GSM/GPRS/EDGE: 850/900/1800/1900 МГц, HSDPA
- Процессор: двухъядерный Qualcomm Snapdragon 400 8930AB с частотой 1,7 ГГц (Samsung Galaxy Mega 6.3) и Broadcom BCM28155 с частотой 1,4 ГГц (Samsung Galaxy Mega 5.8)
- Графика(GPU): Adreno 305 (Samsung Galaxy Mega 6.3) и VideoCore IV (Samsung Galaxy Mega 5.8)
- Дисплей: 6,3 дюйма HD TFT PLS (1280 х 720), 233 ppi (Samsung Galaxy Mega 6.3) и 5,8 дюйма qHD TFT PLS (540 x 960), 190 ppi (Samsung Galaxy Mega 5.8)
- Корпус: глянцевый пластиковый корпус
- Память: 8 ГБ, 1,5 ГБ ОЗУ, поддержка карт microSD (до 64 ГБ)
- Камера: 8 Мп, вспышка, видеозапись 1080p, фронтальная камера 2 Мп
- Коммуникации: WiFi 802.11 a/b/g /n direct, Bluetooth 4.0, ИК-порт, microUSB 2.0
- Аккумулятор: 3200 мАч, съемный (Samsung Galaxy Mega 6.3) и 2600 мАч, съемный (Samsung Galaxy Mega 5.8)
- Размеры, вес: 167,6 x 88×7,9 мм (Samsung Galaxy Mega 6.3) и 162,3 x 82,6×8,95 мм (Samsung Galaxy Mega 5.8)

## Фотография

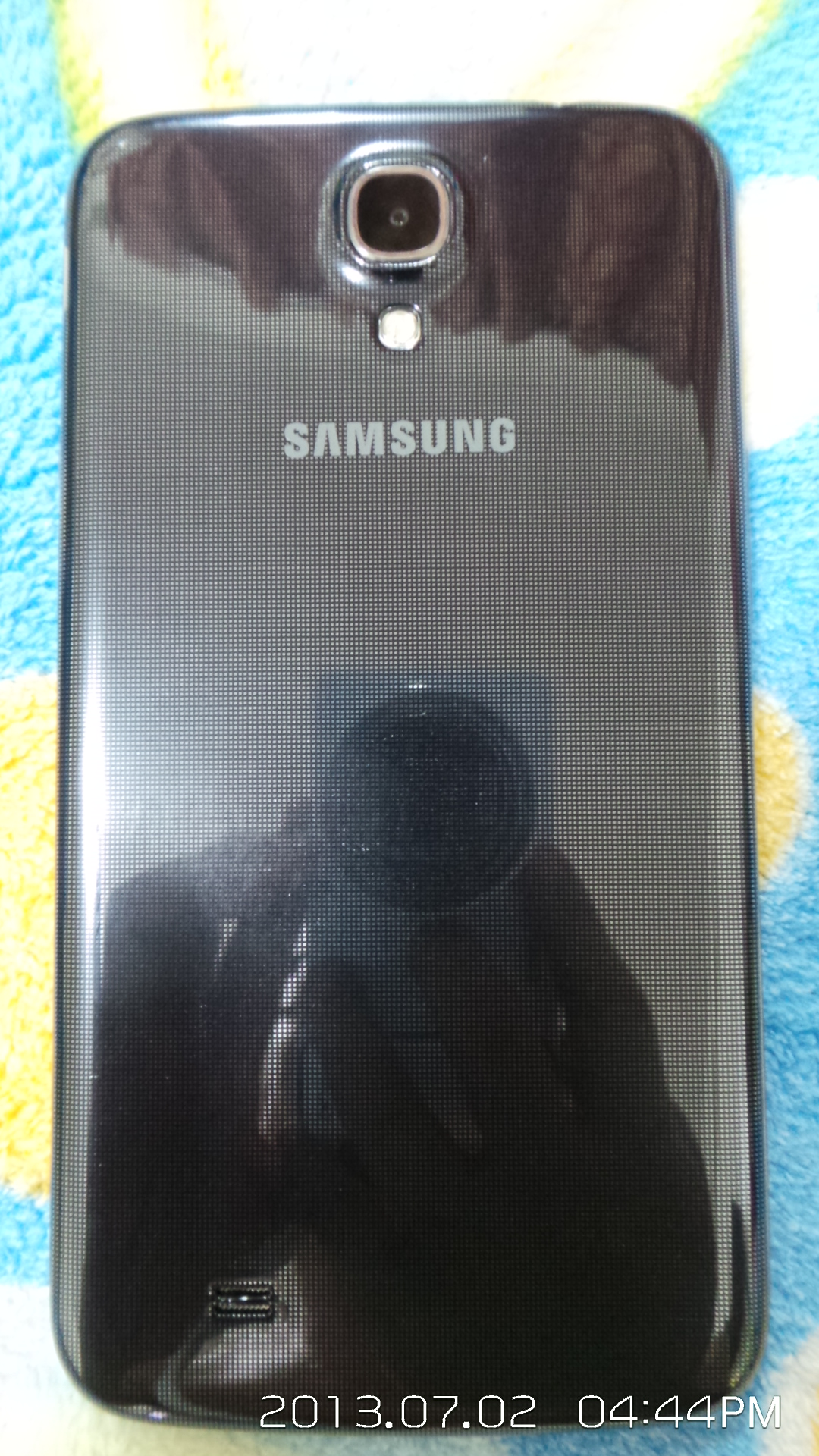
Samsung Galaxy Mega 6.3 back
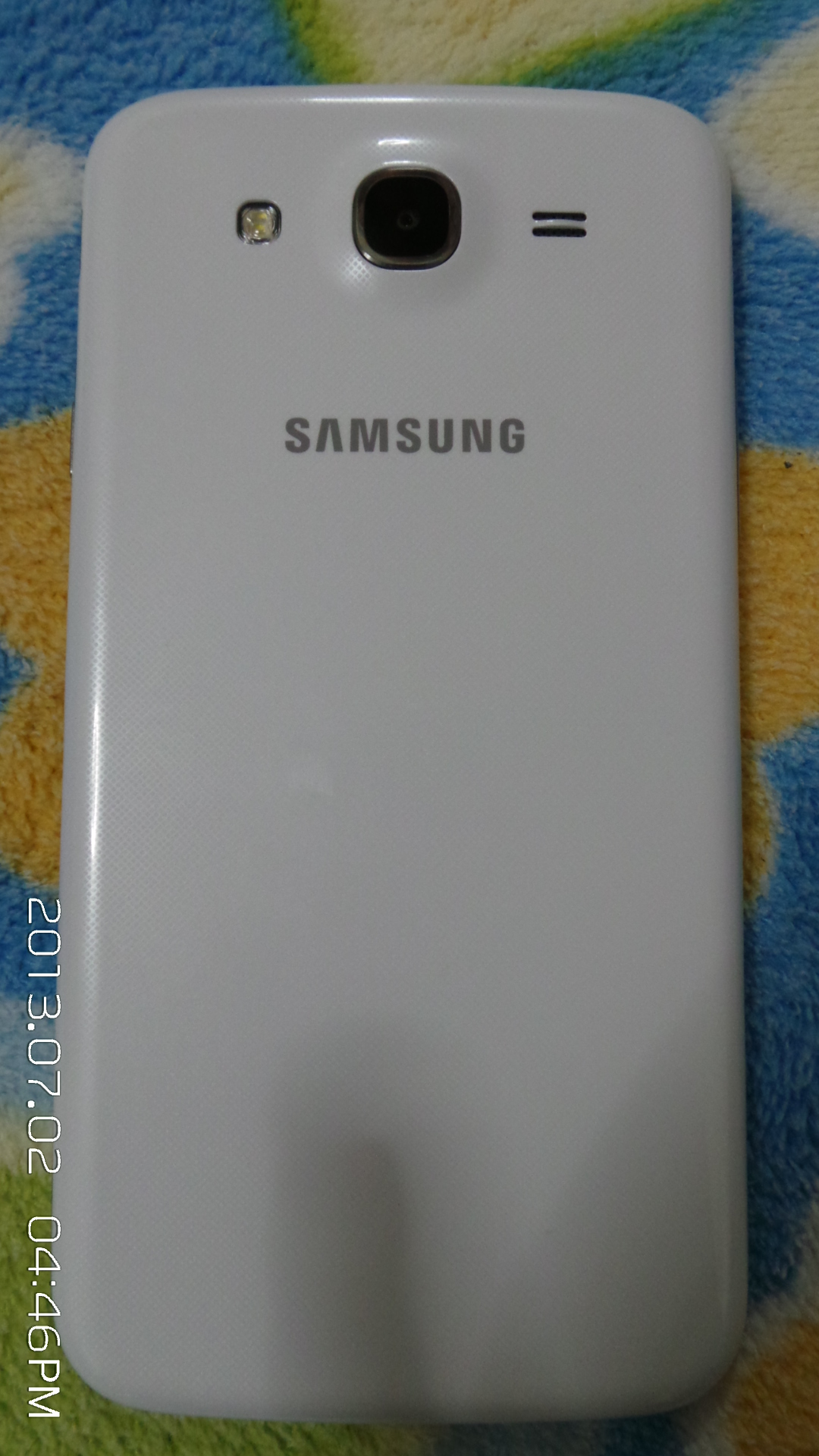
Samsung Galaxy Mega 5.8 back